# Tiến Thành, Lâm Đồng
Tiến Thành là một phường thuộc tỉnh Lâm Đồng, Việt Nam.

## Lịch sử
Ngày 16 tháng 6 năm 2025, Ủy ban Thường vụ Quốc hội ban hành Nghị quyết số 1671/NQ-UBTVQH15 về việc sắp xếp các đơn vị hành chính cấp xã của tỉnh Lâm Đồng năm 2025 (có hiệu lực từ ngày 16 tháng 6 năm 2025). Trong đó, hợp nhất các phường Đức Long và xã Tiến Thành thành phường Tiến Thành.

## Địa lý
Phường Tiến Thành có vị trí địa lý:
- Phía Bắc giáp các phường Bình Thuận và Phan Thiết
- Phía Nam giáp xã Tân Thành
- Phía Đông giáp biển Đông
- Phía Tây giáp các xã Hàm Kiệm và Tuyên Quang

Phường có diện tích 55,06 km², dân số năm 2025 là 28.395 người, mật độ dân số đạt 516 người/km².
Là xã giới địa lý phía Nam thành phố Phan Thiết. Xã Tiến Thành có khí hậu khô hạn đặc trưng của tỉnh Bình Thuận, có dạng địa hình đồi chạy dọc sát biển, ở một số nơi có nhiều vách đồi dựng đứng trên địa bàn có tổng cộng 5 con suối, dài nhất là suối Dứa. Đồi cát tập trung chủ yếu ở phía Nam, đất nông nghiệp chủ yếu ở đây trồng thanh long và các loại cây ngắn ngày, một số nơi có trồng dứa, mít, xoài,... Rừng ở đây chủ yếu là sầu đâu, keo lá tràm, bạch đàn, phi lao.
1. ↑  "Toàn văn Nghị quyết số 1671/NQ-UBTVQH15 sắp xếp các ĐVHC cấp xã của tỉnh Lâm Đồng năm 2025". Báo Điện tử Chính Phủ. ngày 16 tháng 6 năm 2025.